# Salish del Riu Thompson
Els salish del Riu Thompson són una tribu del grup de les llengües salish, també anomenada ntlakyapamick o nhlakamuh, però que era més coneguda com a Thompson River Indians. Es dividien en 5 subtribus repartides en 70 poblats amb 2 o 3 famílies.

## Localització
Vivien entre les confluències dels rius Fraser, Thompson, i Nicola, a la Colúmbia Britànica. Hi ocupen petites reserves similars a les dels lilloeet i shuswap.

## Demografia
El 1900 eren 1.700 indis, que augmentaren a 2.000 el 1962. El 1980 eren uns 3.000 individus, però només 350 parlaven el salish.
Segons el cens canadenc del 2000, eren 5.798 individus, dividits en els consells tribals:
- Fraser Thompson Indians, amb les reserves Boothroyd (262 h), Boston Bar (231 h), Kanaka Bar (194 h), Oregon Jack (53 h) i Skuppah (100 h). En total, 840 individus.
- Nicola Tribal Association, amb les reserves Cook’s ferry (284 h), Nicomen (119 h), Upper Nicola (810 h), Coldwater (532 h) Lower Nicola (684 h), Nooaitch (193 h) Shackan (116 h) i Siska (293 h). En total 3.031 individus.
- Les reserves independents Spuzzum (199 h) i Lytton (1.729 h).

## Costums
La seva cultura pertany a l'àmbit del Nord-oest, com els nootka o kwakiutl. Vivien en cases semisoterrànies bifamiliars de pals coberts amb herba, a l'estiu, i a l'hivern les feien de tova.
La seva economia es basava en la pesca del salmó, en el conreu de les patates, pèsols, fesols, moresc i naps, i en la cria de pollastres, porcs i vaques. També caçaven cérvols, ocells i petits mamífers. També eren coneguts a la regió per llurs canoes de punxa de nas d'esturió.

## Història
El 1845 foren evangelitzats pel jesuïta Nobili, i el 1858-1859 contactaren amb el govern britànic.
El 1861 els episcopalians hi establiren una missió permanent que aconseguí la gairebé total conversió dels indis. Tanmateix, el 1880 el p. Le Jeune aconseguí unes 300 conversions al catolicisme. Més tard s'organitzaren per tal de reivindicar davant el govern canadenc i formaren el Nlaka'pamux Nation Tribal Council.